# Phenolphthalein
Phenolphthalein là một hợp chất hóa học có công thức là C20H14O4, thường được viết tắt là "HIn" hoặc "phph". Hợp chất này được phát hiện vào năm 1871 bởi Adolf von Baeyer.
Phenolphthalein thường được sử dụng làm chất chỉ thị pH. Trong các dung dịch có tính acid, nó không màu, nhưng trong dung dịch base, nó sẽ chuyển sang màu hồng nhạt (nồng độ cao hơn có thể xuất hiện màu tím) và trong các dung dịch base rất mạnh (pH > 12), nó sẽ trở lại không màu.

## Sử dụng

### Chất chỉ thị pH
Phenolphthalein được sử dụng phổ biến như một chất chỉ thị trong các phép chuẩn độ acid-base. Nó cũng là một thành phần của chất chỉ thị phổ quát, cùng với methyl đỏ, bromothymol xanh và thymol xanh.
Phenolphthalein tồn tại dưới các dạng khác nhau trong dung dịch nước tùy thuộc vào pH của dung dịch. Sự không nhất quán tồn tại trong tài liệu về các dạng hydrat của hợp chất và màu sắc của H2SO4. Wittke đã báo cáo vào năm 1983 rằng nó tồn tại ở dạng proton hóa (H3In+) dưới điều kiện acid mạnh, tạo ra màu cam. Tuy nhiên, một tài liệu sau đó cho rằng màu sắc này là do sự sulfon hóa thành phenolsulfonphthalein.
Dạng lactone (H2In) không màu trong các điều kiện acid mạnh và base nhẹ. Dạng phenolate đã mất hai proton (In2-) (dạng anion của phenol) tạo ra màu hồng quen thuộc. Trong các dung dịch base mạnh, phenolphthalein được chuyển thành dạng In(OH)3−, và màu hồng của nó trải qua một phản ứng phai màu khá chậm trở nên hoàn toàn không màu khi pH lớn hơn 13.
Giá trị pKa của phenolphthalein được tìm thấy là 9.05, 9.50 và 12, trong khi giá trị pKa của phenolsulfonphthalein là 1.2 và 7.70.
| Loại hình         | H3In+      | H2In                    | In2−                  | In(OH)3−  |
| Cấu trúc          |            |                         |                       |           |
| Mô hình           |            |                         |                       |           |
| Độ pH             | < -1 H2SO4 | 0−8,3                   | 8,3−10,0              | >12       |
| Đặc điểm          | acid mạnh  | acid hoặc gần trung hòa | base                  | base mạnh |
| Màu sắc           | cam        | không màu               | hồng hoặc tím vân anh | không màu |
| Hình ảnh minh họa |            |                         |                       |           |

| PP startAnimGif                                                           |
| Hình động về cơ chế phản ứng phụ thuộc pH: H3In+ → H2In → In2− → In(OH)3− |

### Cacbonat hóa bê tông
Độ nhạy với pH của phenolphthalein được khai thác trong những ứng dụng khác: bê tông có pH tự nhiên cao do sự hình thành Ca(OH)2 khi xi măng Portland phản ứng với nước. Khi bê tông phản ứng với CO2 trong khí quyển, pH giảm xuống còn 8,5 – 9. Khi một dung dịch phenolphthalein 1% được áp dụng lên bê tông bình thường, nó sẽ chuyển sang màu hồng tươi. Tuy nhiên, nếu nó vẫn không màu, điều đó cho thấy bê tông đã trải qua quá trình cacbonat hóa. Trong một ứng dụng tương tự, một số loại bột trét dùng để sửa chữa lỗ trên tường khô chứa phenolphthalein. Khi được áp dụng, vật liệu trét cơ bản sẽ giữ màu hồng; khi bột trét đã đông cứng do phản ứng với CO2 trong không khí, màu hồng sẽ phai đi.

### Giải trí
Phenolphthalein được sử dụng trong các món đồ chơi, ví dụ như thành phần của mực bay hơi hoặc thuốc nhuộm biến mất trên tóc của búp bê "Hollywood Hair" Barbie. Trong mực, nó được pha trộn với NaOH, chất này phản ứng với khí CO2 trong không khí làm cho pH của mực giảm xuống và làm thay đổi màu sắc khi các ion hydro được giải phóng thông qua phản ứng:
OH−(aq) + CO2(g) → CO2−
3(aq) + H+(aq).
Để phát triển tóc và các mẫu đồ họa "ma thuật," mực được phun với một dung dịch hydroxide, dẫn đến sự xuất hiện của các hình ảnh ẩn theo cơ chế tương tự như đã mô tả ở trên để thay đổi màu sắc trong dung dịch base. Các mẫu cuối cùng sẽ biến mất trở lại do phản ứng với khí CO2. Thymolphthalein được sử dụng cho cùng mục đích và theo cách tương tự để tạo ra màu xanh lam.

### Phát hiện máu
Trong xét nghiệm Kastle-Meyer dùng để phát hiện máu, phenolphthalein cũng được sử dụng. Đầu tiên, mẫu máu khô được lấy bằng tăm bông hoặc giấy lọc. Sau đó, nhỏ một vài giọt cồn, phenolphthalein và nước oxy già lần lượt lên mẫu. Nếu mẫu chuyển sang màu hồng, đó là kết quả dương tính, tức là có máu. Xét nghiệm này không phá hủy mẫu, giúp mẫu có thể được giữ lại để phân tích thêm trong phòng thí nghiệm. Tuy nhiên, do máu động vật cũng có thể cho phản ứng tương tự, cần thực hiện kiểm tra bổ sung để xác định nguồn gốc máu.

## Thuốc nhuận tràng
Phenolphthalein đã từng được sử dụng như một loại thuốc nhuận tràng trong hơn một thế kỷ, nhưng hiện nay đã bị loại bỏ khỏi các loại thuốc nhuận tràng không kê đơn do lo ngại về khả năng gây ung thư.

## Điều chế
Phenolphthalein có thể được điều chế bằng cách cho phenol tác dụng với anhydride phthalic theo tỷ lệ 1:2 trong môi trường acid. Nó được khám phá vào năm 1871 bởi Adolf von Baeyer.

Phản ứng điều chế phenolphthalein. Bên trái: phenol; bên phải: anhydride phthalic.

Phản ứng được xúc tác bởi kẽm chloride.